# Abasingammedda
Abasingammedda ist ein 11.000 Einwohner zählendes Dorf in der Zentralprovinz von Sri Lanka etwa 1 Kilometer östlich der Provinzhauptstadt Kandy auf einer Höhe von 507 m.